# محطة طاقة وقود أحفوري

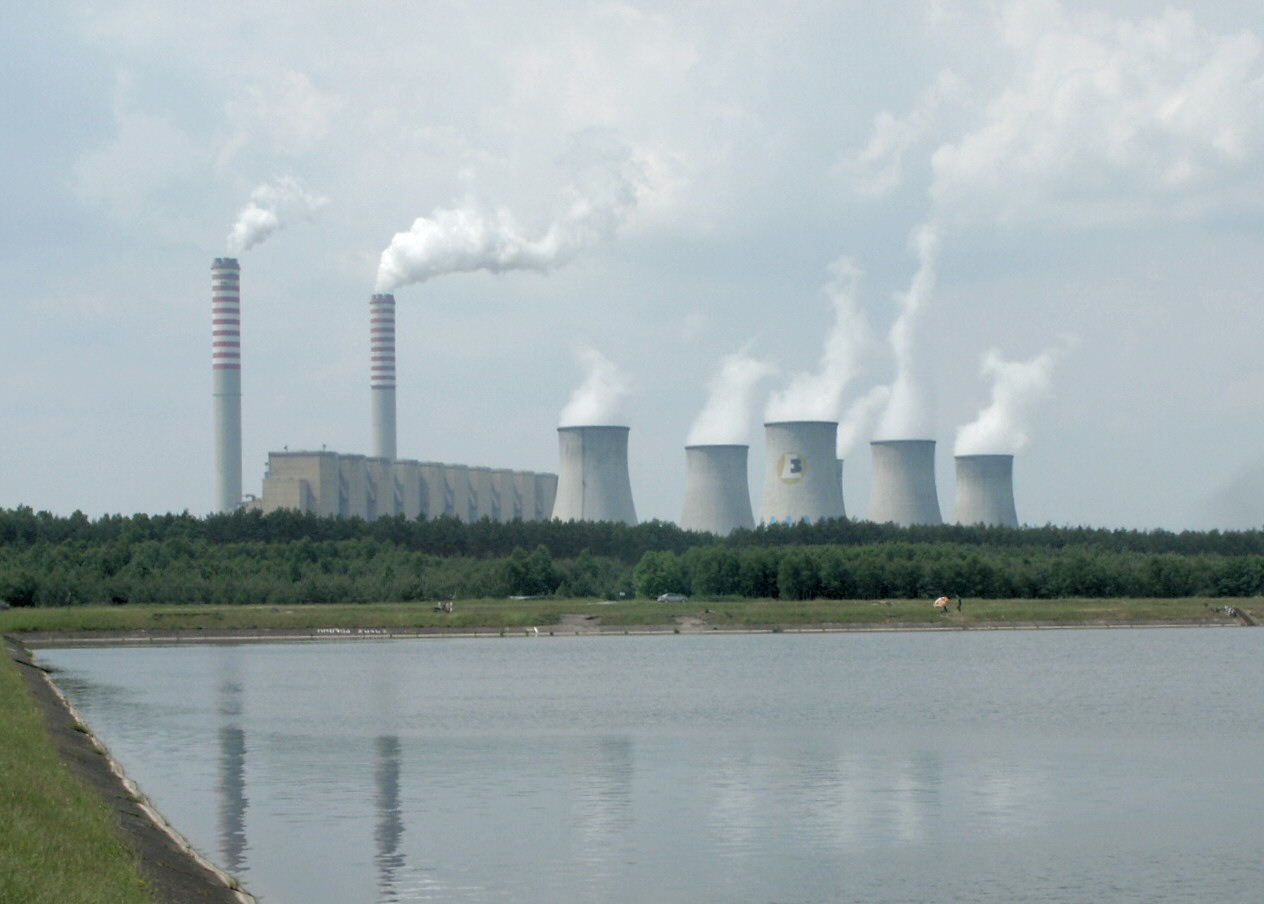
محطة توليد الطاقة (Bełchatów Power Station) في بولندا – أحد أكبر محطات توليد الكهرباء في العالم بقوة تصل إلى 540 ميغاواط

محطة طاقة بالوقود الأحفوري (بالإنجليزية: Fossil fuel power station)‏ هي محطة لتوليد الكهرباء بحرق الوقود الأحفوري مثل الغاز والفحم الطبيعي أو البترول (النفط) لإنتاج الكهرباء. تم تصميم محطات مركزية عاملة على الوقود الأحفوري على نطاق واسع للعمل بشكل مستمر. في كثير من البلدان، مثل هذه المصانع توفر معظم الطاقة الكهربائية المستخدمة.
تحوي المحطات الحرارية نوع من الآلات الدورانية تحول الطاقة الحرارية من احتراق الوقود إلى طاقة ميكانيكية، والتي تحول بساطة إلى مولد كهربائي. قد يكون المحرك الرئيسي التوربينات البخارية، وتوربينات الغاز.هناك عدة أنواع لمحطة توليد الطاقة ومنها:
محطة حرارية، محطة توليد بخارية
تطلق محطات الطاقة العاملة بالوقود الأحفوري كميات كبيرة من ثنائي أوكسيد الكربون،وهو غاز من غازات الدفيئة طبقاً لإجماع الرأي في المنظمات العلمية والمسبب للاحتباس الحراري.أظهرت نتائج دراسة حديثة أن صافي الدخل الموجود لدى المساهمون في الشركات الكبرى يمكن أن يُخفض بشكل مؤثر من كمية غازات الدفيئة المنبعثة قانونياً من خلال الربط بالكوراث الطبيعية من محطة توليد الطاقة على الفحم واحدة في الولايات المتحدة الأمريكية.

## مفاهيم أساسية: من طاقة حرارية إلى طاقة ميكانيكية
تُحول محطات توليد الطاقة بالوقود الأحفوري الطاقة الكيميائية المخزنة في الوقود الأحفوري، مثل: الفحم الحجري، وزيت الوقود، والغاز الطبيعي، والصخر الزيتي، والأكسجين في الهواء إلى طاقة حرارية، ثم إلى طاقة ميكانيكية، وأخيرًا إلى طاقة كهربائية.
تشكل كل محطة نظامًا معقدًا ومصممًا بطريقة خاصة. يمكن بناء وحدات متعددة لتوليد الطاقة في نفس الموقع بهدف زيادة الاستخدام الفعال للأراضي، والموارد الطبيعية، والعمالة. يفوق عدد محطات توليد الطاقة بالوقود الأحفوري أعداد محطات الطاقة النووية، والطاقة الحرارية الأرضية، وطاقة الكتلة الحيوية، ومحطات الطاقة الشمسية المركزة، ويعود السبب إلى استخدام معظم محطات الطاقة الحرارية في العالم للوقود الأحفوري.
ينصُ قانون الديناميكا الحرارية الثاني على أن أي دورة تحريك حراري يمكنها تحويل جزء ضئيل من الحرارة المنتجة أثناء الاحتراق إلى شغل ميكانيكي. تطلق الحرارة المتبقية (الحرارة المهدرة) في وسط أكثر برودة خلال مرحلة العودة في الدورة، ويجب أن تكون الحرارة المنبعثة إلى الوسط البارد تساوي أو تزيد عن درجة الحرارة المطلقة في نظام التبريد ومصدر الحرارة (فرن الاحتراق). يُحسن رفع درجة حرارة الفرن من الكفاءة، لكنه يحتاج تصميمًا أكثر تعقيدًا.
لا يمكن تحويل الحرارة المهدرة إلى طاقة ميكانيكية دون وجود نظام تبريد، ويمكن استخدام نظام التبريد في محطات التوليد المشترك لتدفئة المباني، أو تسخين المياه، أو تسخين المواد على النطاق الصناعي، كما يحدث في بعض المصانع، ومصافي النفط، ومحطات التخليق الكيميائي.
تبلغ الكفاءة الحرارية النموذجية للمولدات الكهربائية نحو 37% في محطات الفحم وزيت الوقود، ونحو 56-60% في محطات الغاز ذات الدورة المركبة. تُصمم بعض المحطات لتحقق أعلى مستويات الكفاءة عند عملها بطاقتها الكاملة، لكن تقل كفاءتها عند تشغيلها خارج ظروف التصميم (مثل درجات الحرارة المنخفضة جدًا). يعبر عن كفاءة محطة الوقود الأحفوري بمعدلها الحراري، ويقاس بوحدة حرارة بريطانية/كيلوواط ساعة (BTU/kilowatthour) أو ميجا جول/كيلوواط ساعة (megajoules/kilowatthour).

## أنواع محطات توليد الطاقة

### البخار
يُحرق الوقود في الفرن ويتدفق الغاز الساخن عبر المرجل (حيث يتحول الماء إلى بخار) في محطات توليد الطاقة باستخدام العنفة البخارية. يمكن إدراج مراحل تدفئة إضافية لتسخين البخار بقدر أكبر. يرسل البخار الساخن عبر صمامات التحكم إلى العنفة (التوربين)، وينتج عن تمدد وتبريد البخار طاقة تنتقل إلى ريش العنفات التي تشغل المولد. يتسم البخار المستهلك بضغط ومحتوى طاقة منخفض جدًا، ويغذى هذا البخار بواسطة مكثف يسبب إزالة الحرارة منه. يُضخ الماء المكثف إلى المرجل من جديد لتكرار الدورة.
تشمل الانبعاثات الناتجة عن المرجل ثاني أكسيد الكربون، وأكاسيد الكبريت، ورماد الفحم المتطاير الناجم عن المواد غير القابلة للاشتعال في الوقود. تُنقل الحرارة المهدرة الناتجة عن المكثف إلى الهواء، وأحيانًا إلى بركة تبريد، أو بحيرة، أو نهر.

### عنفة غازية وبخار/غاز مجمع
تستخدم إحدى أنواع محطات توليد الطاقة بالوقود الأحفوري عنفة غازية مقترنة بمولد بخار لاسترداد الحرارة. يشار إليها بالمحطات ذات الدورة المركبة لتوليد الطاقة، وتجمع بين دورة برايتون الخاصة بالعنفات الغازية ودورة رانكن الخاصة بمولد البخار لاسترداد الحرارة. تغذى العنفات (التوربينات) باستخدام الغاز الطبيعي أو زيت الوقود.

### محركات مترددة
تُستخدم مجموعة مولد محرك الديزل لتوليد الطاقة الأولية للمجتمعات غير المرتبطة بشبكة كهربائية. تستعمل أنظمة الطاقة الطارئة (الاحتياطية) محركات الاحتراق الداخلي المترددة التي تعمل بزيت الوقود أو الغاز الطبيعي. تقدم المولدات الكهربائية الاحتياطية طاقة طوارئ يمكن استخدامها للمصنع، أو مركز البيانات، أو يمكن تشغيلها بالتوازي مع نظام الطاقة المحلي لتقليل الطلب على الطاقة من المرافق العامة في أوقات الذروة. تنتج محركات الديزل عزم دوران قوي بسرعات دوران منخفضة نسبيًا، وهو أمر مرغوب عند حث المنوب الكهربائي. يتعرض وقود الديزل عند تخزينه لفترات طويلة لمشاكل ناجمة عن تجمع المياه والتحلل الكيميائي.
تُستخدم محركات الاحتراق الداخلي (بواسطة شمعة اشعال) التي تعمل باستخدام البنزين، أو البروبان، أو الغاز النفطي المسال، كمصادر طاقة مؤقتة محمولة لأعمال البناء، أو الاستخدامات الترفيهية، أو طاقة طوارئ. يمكن تشغيل محركات الاحتراق الخارجي مثل محرك ستيرلينغ باستخدام عدة أنواع من الوقود الأحفوري، بالإضافة إلى أنواع الوقود المتجدد والحرارة الصناعية المهدرة، لكن من غير المألوف تركيب محركات ستيرلينغ لإنتاج الطاقة.
من الناحية التاريخية، استخدمت أول المحطات المركزية محركات البخار المترددة لتشغيل المولدات. مع ازدياد حجم الأحمال الكهربائية المستخدمة، أصبحت الوحدات المترددة كبيرة جدًا ومعقدة التركيب. سرعان ما حلت العنفة البخارية مكان المحركات المترددة في محطات الخدمة المركزية.

## الآثار البيئية
تعد محطات الطاقة الحرارية إحدى المصادر الصناعية الرئيسية لإنتاج الغازات السامة والجسيمات المعلقة. تسبب محطات الطاقة بالوقود الأحفوري انبعاث ملوثات، مثل: أكاسيد النيتروجين، وأكاسيد الكبريت، وثاني أكسيد الكربون، وأول أكسيد الكربون، والجسيمات المعلقة، والغازات العضوية، والهيدروكربونات العطرية متعددة الحلقات.
تشعر المنظمات العالمية والوكالات الدولية، مثل وكالة الطاقة الدولية، بالقلق إزاء الأثر البيئي لصناعة الطاقة باستخدام الوقود الأحفوري، وتحديدًا الفحم الحجري. يُسهم حرق الفحم الحجري إلى حد كبير في تكون المطر الحمضي، وتلوث الهواء، بالإضافة إلى ارتباطه بالاحتباس الحراري. يصعب إزالة الشوائب من الفحم الحجري قبل حرقه بسبب تركيبه الكيميائي. تسبب المحطات الحديثة لتوليد الطاقة بالفحم الحجري تلوثًا أقل مقارنةً بالتصاميم القديمة، ويعود السبب للتقنيات الحديثة (جهاز غسل الغاز) التي تعمل على تصفية هواء العوادم في المداخن.
رغم ذلك لا تزال مستويات انبعاث الملوثات المختلفة في المتوسط أكبر بعدة مرات من محطات توليد الطاقة بالغاز الطبيعي. تنقل أجهزة غسل الغاز الملوثات الملتقطة إلى مياه الصرف الصحي، ويتطلب الأمر معالجة لتجنب تلوث الأجسام المائية. في التصميمات الحديثة لمحطات الطاقة، يأتي التلوث الناجم عن محطات الطاقة الفحمية نتيجة انبعاث عدد من الغازات في الهواء، مثل: ثاني أكسيد الكربون، وأكاسيد النيتروجين، وثاني أكسيد الكبريت، فضلًا عن الكميات الكبيرة من مياه الصرف الصحي، والتي من الممكن أن تحتوي على الرصاص، والزئبق، والكادميوم، والكروم، بالإضافة إلى الزرنيخ، والسيلينيوم، ومركبات النيتروجين (النترات والنيتريت).
ينتج المطر الحمضي عن انبعاث أكاسيد النيتروجين وثاني أكسيد الكبريت. تكون هذه الغازات بطبيعتها حمضية قليلًا، وتنتج عند تفاعلها مع الغلاف الجوي مركبات حمضية، مثل: حمض الكبريت، وحمض النيتريك، وحمض الكبريتيك، التي تسقط كالمطر ويعبر عنها بمصطلح المطر الحمضي. تسببت قوانين الانبعاثات الصارمة وانحدار الصناعات الثقيلة في أوروبا والولايات المتحدة، في الحد من المخاطر البيئية المرتبطة بهذه المشكلة، ما أدى إلى انخفاض الانبعاثات بعد الذروة التي بلغتها في الستينيات من القرن العشرين.
وثقت الوكالة الأوروبية للبيئة عام 2008، عوامل الانبعاثات المعتمدة على الوقود بالاستناد إلى الانبعاثات الفعلية من محطات الطاقة في الاتحاد الأوروبي.

## توليد مشترك
يُعرف التوليد المشترك باستخدام محطات الطاقة الحرارية لتوفير الطاقة الكهربائية والحرارية معًا، وتستخدم الطاقة الحرارية لأغراض التدفئة. لا يقتصر استخدام هذه التقنية لأغراض التدفئة المنزلية فحسب، بل يمتد لتسخين العمليات الصناعية التي تحتاج في الغالب إلى درجات حرارة عالية، وتشير الحسابات إلى أن عملية التدفئة المناطقية (شبكة التدفئة) هي الطريقة الأرخص لخفض انبعاثات الكربون، في حال بقي الوقود الأحفوري التقليدي بحاجةٍ إلى الحرق.